# The Detective and the Jewel Trick
The Detective and the Jewel Trick è un cortometraggio muto del 1911 diretto da Lewin Fitzhamon.

## Trama
Un truffatore riesce a rubare dei gioielli fingendosi una donna. Un detective usa lo stesso suo stratagemma per incastrarlo.

## Produzione
Il film fu prodotto dalla Hepworth.

## Distribuzione
Distribuito dalla Hepworth, il film - un cortometraggio di 259,02 metri - uscì nelle sale cinematografiche britanniche nel febbraio 1911.
Si conoscono pochi dati del film che, prodotto dalla Hepworth, fu distrutto nel 1924 dallo stesso produttore, Cecil M. Hepworth. Fallito, in gravissime difficoltà finanziarie, il produttore pensò in questo modo di poter almeno recuperare il nitrato d'argento della pellicola.